# Roberto López Ufarte
Roberto López Ufarte (Fes, Marroc, 19 d'abril de 1958) és un exfutbolista basc. Va jugar d'extrem esquerre i el seu primer equip va ser el Real Unión Club de Irun.
Sobrenomenat El petit diable, la major part dels seus 15 anys de carrera es van passar a la Reial Societat on va romandre 12 temporades, guanyant quatre títols importants, inclosos dos campionats de La Lliga. També va representar la competició l'Atlètic de Madrid i el Betis, acumulant un total de 418 partits i 112 gols. Al llarg de la seva carrera sempre va portar el dorsal número 11.
López Ufarte va participar amb Espanya al Mundial de 1982.

## Carrera de club
López Ufarte va néixer a Fes, al Marroc. Els seus pares, d'Andalusia i Catalunya, es van traslladar a l'estranger a la recerca de feina, i van tornar a Irun (País Basc) quan el seu fill tenia vuit anys. Després de fer els seus primers esforços futbolístics a la veïna Real Unión, va fitxar per la Reial Societat, debutant a la Lliga la temporada 1975–76, jugant el seu primer partit a la competició el 30 de novembre de 1975 en un derbi perdut a casa per 2-0 contra l'Athletic Club, a només 17 anys. A partir d'aleshores es va convertir en un membre essencial del primer equip, marcant 16 gols en 63 partits en els títols de lliga consecutives de l'equip.
López Ufarte va abandonar els Txuriurdin el 1987, després d'una altra temporada sòlida: 33 jornades i deu gols a la Lliga, i la conquesta de la Copa del Rei. Va marcar 129 gols en 474 aparicions oficials durant el seu període al club.
Després d'una temporada amb l'Atlètic de Madrid (tercer lloc), López Ufarte va tancar la seva carrera al Reial Betis als 31 anys, després de patir una lesió al genoll i veure com el seu equip baixava a Segona Divisió. Després va actuar com a assistent d'entrenador de diversos entrenadors al seu primer club professional, després del qual va tornar a la Real Unión com a director de futbol.

## Carrera internacional
López Ufarte va disputar 15 partits amb la selecció espanyola en cinc anys. El seu debut es va produir el 21 de setembre de 1977, marcant en un amistós per 2-1 a Suïssa.
López Ufarte va jugar amb la nació a la Copa del Món de la FIFA de 1982 que es va celebrar a casa, jugant el seu últim partit en una derrota per 1-2 segons a la fase de grups contra Alemanya Occidental.

## Palmarès
Reial Societat
- La Lliga: 1980–81, 1981–82
- Copa del Rei: 1986–87
- Supercopa d'Espanya: 1983